# U 505 (Kriegsmarine)

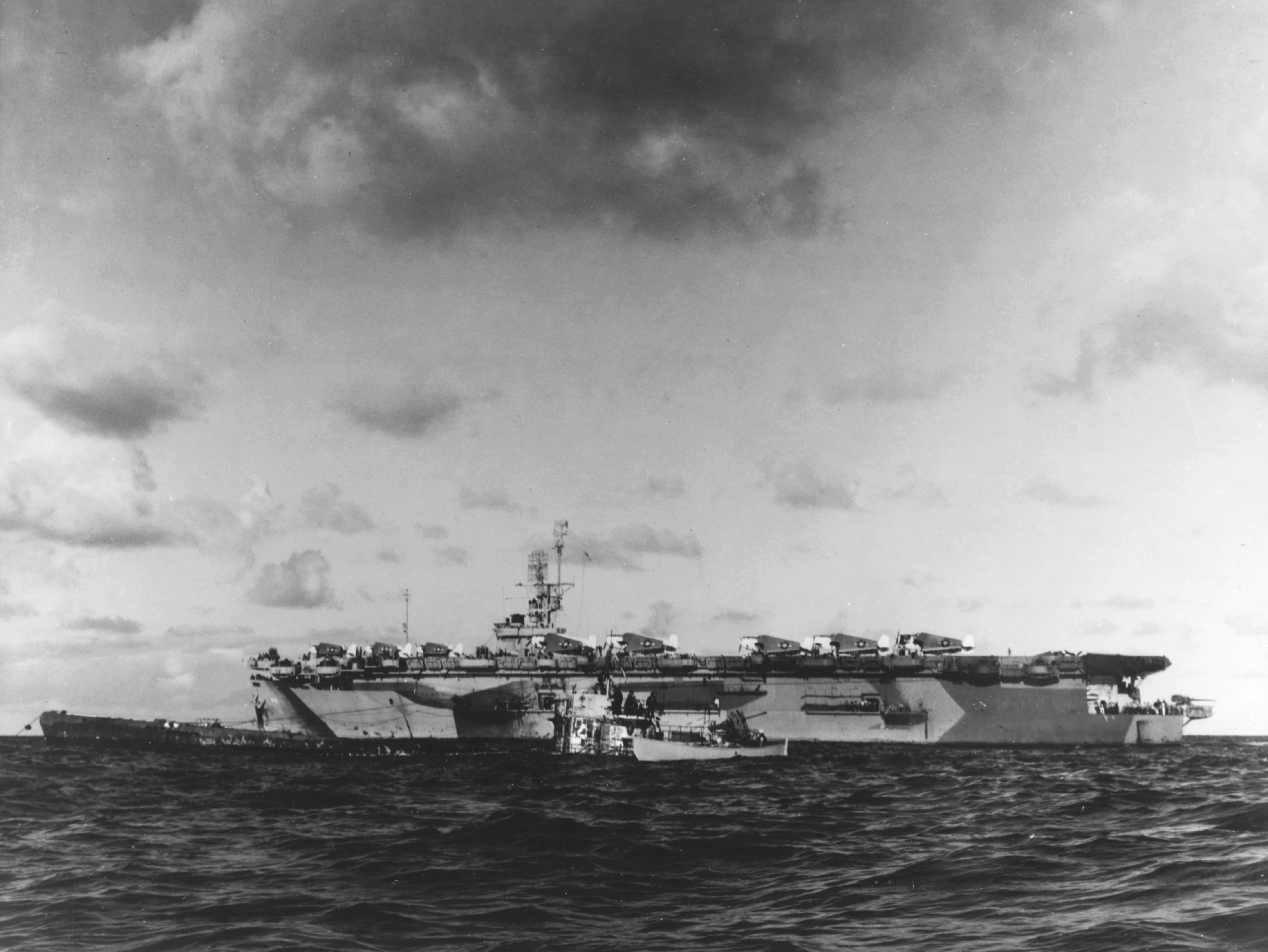
USS Guadalcanal naast de U 505

De U 505 was en is een IXC-type U-boot van de Duitse Kriegsmarine uit de Tweede Wereldoorlog. De U 505 stond onder commando van Oberleutnant Harald Lange. De U-boot werd op 4 juni 1944 opgebracht door de United States Navy en naar de Verenigde Staten gesleept. De operatie bleef strikt geheim. Later werd de U-boot tentoongesteld aan het Amerikaanse publiek.

## Geschiedenis

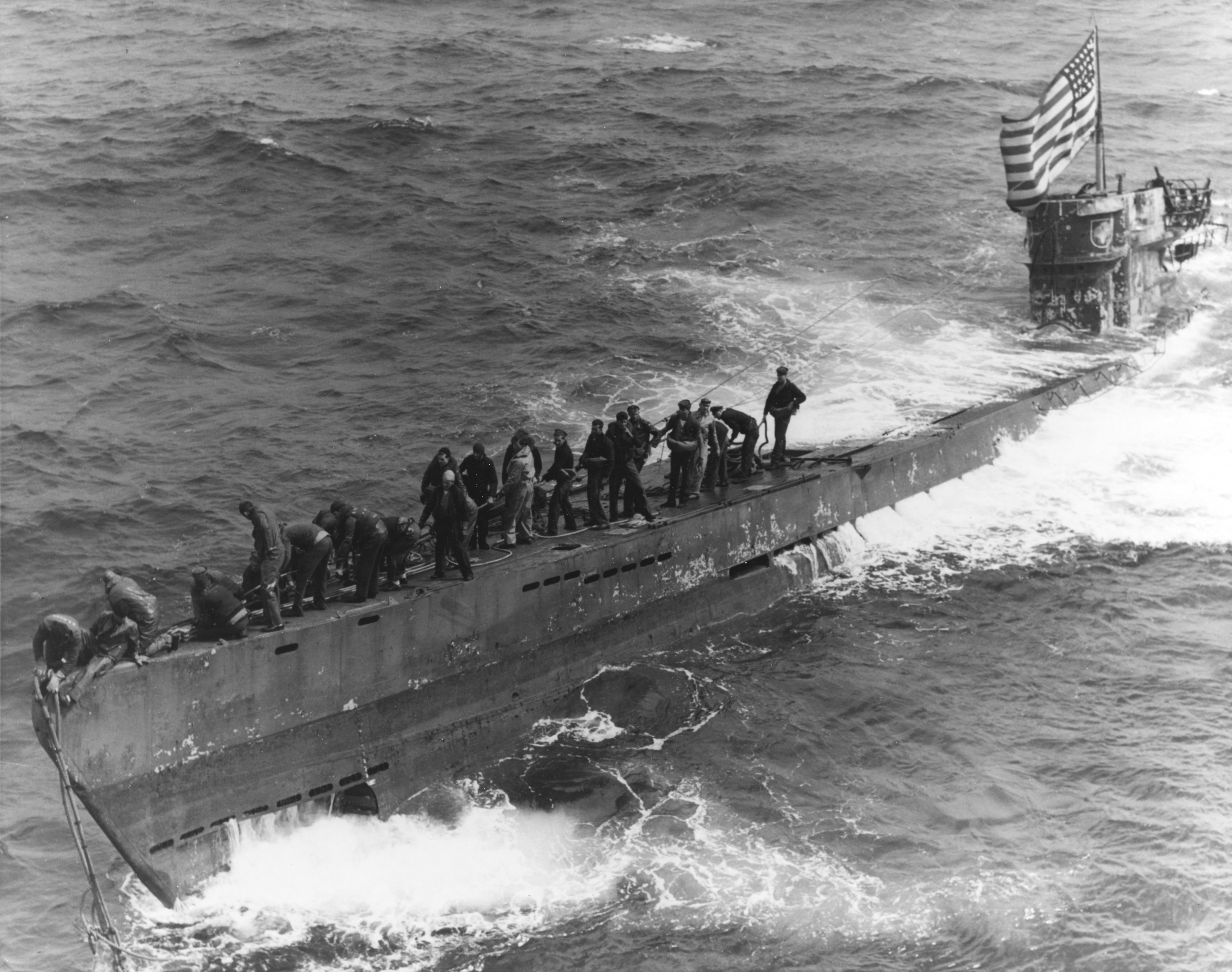
Na de inbeslagname van U 505 door de Amerikaanse marine wordt een sleepkabel vastgemaakt om de U-boot te verslepen

Op 12 juni 1940 werd met de bouw van de U 505 begonnen. De Deutsche Werft in Hamburg leverde de U-boot in januari 1942 op. Op 19 januari 1942 vertrok de U 505 naar de onderzeebootbasis Lorient in Frankrijk. De eerste patrouilles waren succesvol en de U-boot bracht veel schepen tot zinken. In november 1942 werd de U-boot verrast door een geallieerde bommenwerper en werd getroffen door een bom. Ondanks de grote schade bereikte de U 505 de basis in Lorient waar hij gedurende een half jaar in reparatie was.
Op 4 juni 1944, twee dagen voor de invasie van Normandië, merkte de U 505 het Amerikaanse vliegdekschip USS Guadalcanal (CVE-60) op, in de Atlantische Oceaan voor de westkust van Afrika. Commandant Harald Lange besloot de escorte-carrier te torpederen. Maar de U 505 werd door de overmacht van schepen en vliegtuigen van de US Navy Task Force 22.3 ontdekt.
De Grumman F4F Wildcat-vliegtuigen van de USS Guadalcanal en de escorteschepen USS Pillsburg (DE-133), USS Chatelain (DE-149), USS Flaherty (DE-135), USS Jenks (DE-665) en USS Pope (DE-134) bestookten hem alle met dieptebommen. De U 505 kwam beschadigd naar de oppervlakte. Duiken zou zeker fataal kunnen zijn en tegen zo'n strijdmacht was vluchten ondenkbaar. Met de gebeurtenissen in Europa door de nakende invasie, besloot de commandant zich over te geven aan de overweldigende overmacht. Commandant Harald Lange meende terecht dat de strijd al een verloren zaak geworden was en wilde de levens van zijn manschappen en zichzelf niet meer in gevaar brengen. Door het toedoen van de massale dieptebommenregen was één bemanningslid om het leven gekomen. Lange zelf was ernstig gewond en zijn been moest geamputeerd worden.
Lange gaf opdracht de U-boot tot zinken te brengen. Een Amerikaanse enterploeg bereikte de zinkende onderzeeboot en kon een openstaande klep sluiten en daarmee het binnenstromende water stoppen. De bemanning van de U-boot had tijdens hun evacuatie niet de 14 explosieve ladingen geactiveerd, die in de U-boot waren aangebracht voor het geval van een verovering. De enterploeg ontdekte 13 van die ladingen tijdens hun risicovolle operatie. De 14e werd pas weken later gevonden.
De U-boot werd, nu bemand met Amerikaanse matrozen, naar Bermuda gesleept, waar hij grondig onderzocht werd, omdat de Amerikanen meer wilden weten van de technologie van de nazi's. Aan boord waren onder andere twee enigma-codeermachines, vijfhonderd kilogram aan codeboeken en een akoestische torpedo.
De Amerikanen hielden de operatie strikt geheim. De gevangen genomen bemanning mocht bijvoorbeeld geen bezoek van het Rode Kruis ontvangen, omdat de Amerikanen de nazi's wilden doen geloven dat de U-boot gezonken was. Dankzij de Enigma machines konden de Amerikanen de versleutelde berichten van de nazi's ontvangen. Voor de geheimhouding werd de boot ook overgeschilderd in kleuren van de United States Navy. 

## Expositie

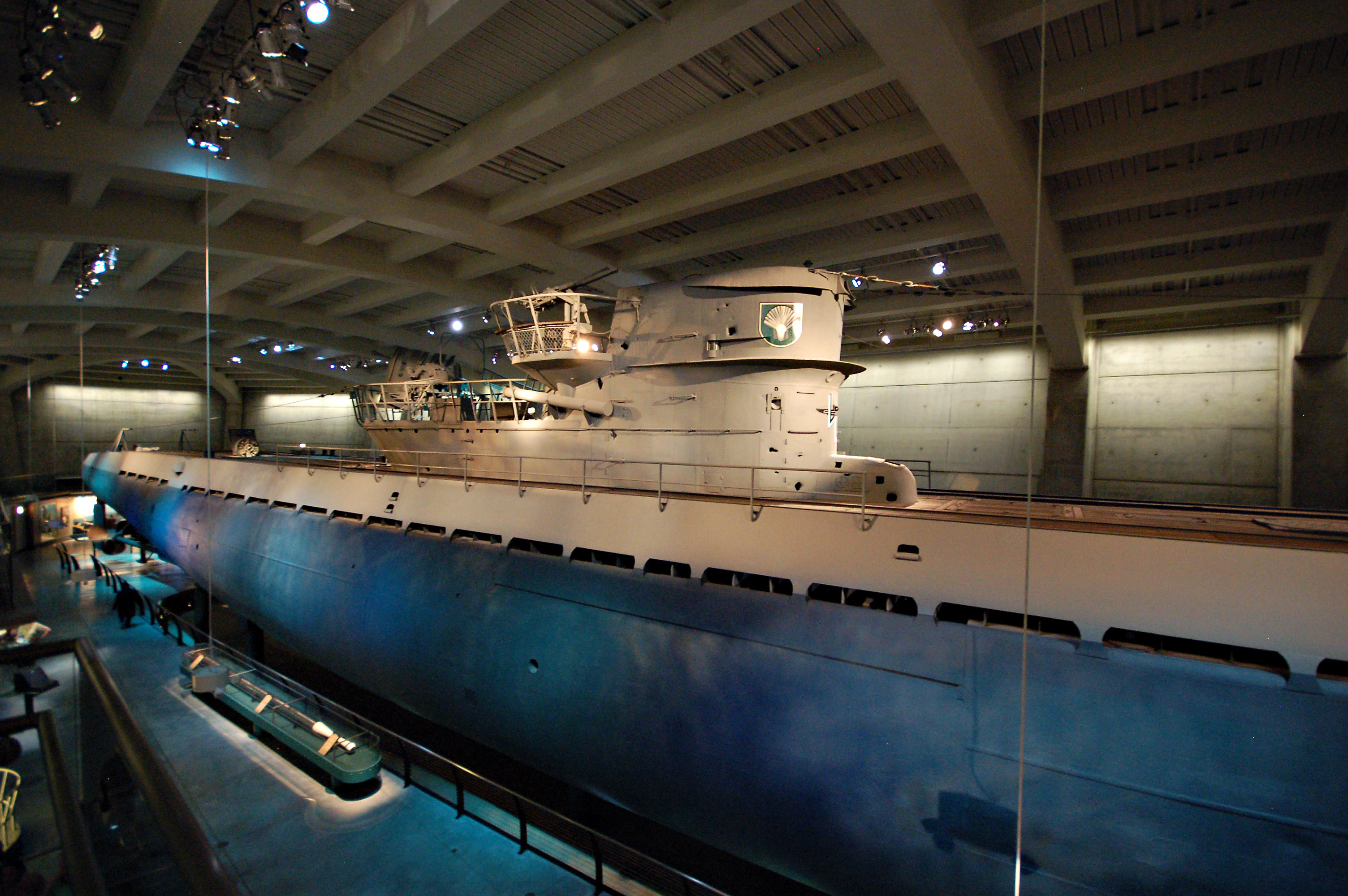
U 505 in het Museum of Science and Industry in Chicago

Vanaf 1954 is de U-boot voor het publiek te zien in Chicago, in eerste instantie buiten en vanaf 2004 in een speciale hal van het Museum of Science and Industry.

## Commandanten
- 26 Aug, 1941 - 5 Sep, 1942: KrvKpt. Axel-Olaf Loewe
- 6 Sep, 1942 - 24 Okt, 1943: Kptlt. Peter Zschech
- 24 Okt, 1943 - 7 Nov, 1943: Oblt. Paul Meyer (in opleiding)
- 8 Nov, 1943 - 4 Jun, 1944: Oblt. Harald Lange